# Pucará (cantão)

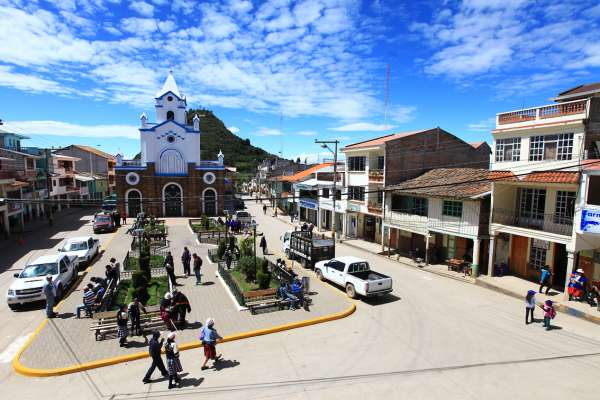
Parque Central, situado na cidade de Pucará

Pucará é um cantão do Equador localizado na província de Azuay.
A capital do cantão é a cidade de Pucará.

## Localização
```
-3.217923386766565, -79.46922711145464
```